# Oreste Macrì
Oreste Macrì (Maglie, Lecce, 10 de febrero de 1913 - Florencia 15 de febrero de 1998) fue un hispanista y crítico literario italiano de inspiración católica.
Se licenció en filosofía en 1934 en Florencia y enseñó literatura en las Escuelas Pías de Florencia y en Parma. Se casó en Turín en 1942 con Albertina Baldo y desde 1952 enseñó en la Escuela de Magisterio de Florencia. Fundó y dirigió el Instituto Hispánico de esta facultad. Fue miembro de la Academia Toscana de Ciencias y Letras "La Colombaria" y correspondiente de la Real Academia Española. 
Estudió la métrica sintagmática y analizó y editó ejemplarmente la obra de Jorge Guillen, Fernando de Herrera, Fray Luis de León, Gustavo Adolfo Bécquer y Antonio Machado. Legó su biblioteca de 17.000 volúmenes y su archivo al Gabinetto Vieusseux de Florencia.

## Obras
- Poesia de Fray Luis de León, Anaya, Salamanca, 1970
- Proceso contra el hermetismo, La Isla de los Ratones, 1961
- La obra poética de Jorge Guillén, Ariel, 1976
- Antonio Machado. Poesía y prosa, Espasa-Calpe, 1989

- Datos: Q3885559